# Szilágy megye
Szilágy megye (románul: Județul Sălaj) Románia északnyugati részén helyezkedik el. Északkeleti része Partium részét képezi, délkeleti része a történelmi Erdély része. Székhelye Zilah (63 642 lakos). Szomszédos megyék: nyugaton Bihar megye, északon Máramaros megye és Szatmár megye, délen és keleten Kolozs megye.

## Földrajz
A megye területe 3 854 km². Az Erdélyi-középhegység és a Keleti-Kárpátok között terül el, a Szamosmenti-hátságon és a Szilágysági-dombvidéken. Áthalad rajta a Szamos. Kisebb folyók: Kraszna, Berettyó, Almás, Egregy.
Legmagasabb pontja a Perjei Magura (996 méter) , a Meszes-hegységben.

## Demográfia

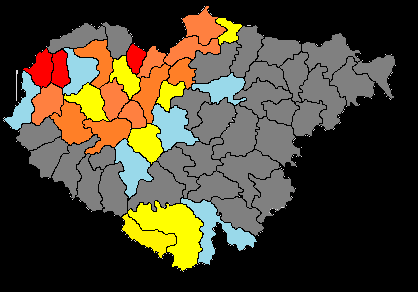
A magyar nemzetiségűek aránya Szilágy megyében a 2011-es népszámlálás adatai szerint. Piros = Magyar többség 80% felett, narancssárga = magyar többség 50 - 79% között, citromsárga = magyar kisebbség 20% felett, kék = magyar kisebbség 10 - 20% között, szürke = magyar kisebbség 10% alatt.

2002-ben 248 015 lakosa volt, a népsűrűség 64/km². A lakosok 23,07%-a magyar. A 2011-es népszámláláskor a megye 222 689 lakosának 60,1%-a román, 26,4%-a magyar, 6,7%-a roma volt; a lakosság 39,3%-a élt városokban. Az egyetlen erdélyi megye, melyben nőtt a magyar lakosság aránya a 2002-es és a 2011-es népszámlás között. A népesség változása (a megye mai területére számítva):

### Vallási adatok táblázatban
A református egyház két esperessége található a megyében. A Zilahi egyházmegye székhelye Zilah, a Somlyóié Szilágysomlyó, mindkettő a Királyhágó-melléki egyházkerülethez tartozik. Az előbbihez tartozó fontos református települések Zilah, Szilágycseh, Szilágyballa, Szilágysámson és Désháza, az utóbbihoz tartozók Szilágysomlyó, Kraszna, Sarmaság, Szilágyperecsen, Kémer, Szilágynagyfalu, Szilágybagos és Ipp.

## Gazdaság
A legfontosabb iparágak: gépipar, élelmiszeripar, textilipar, papír-, bútor- és faipar, gumiipar.

## Történelem
1920-ban a román közigazgatás a megyehatárt (az Érmihályfalvi járás és a Nagykárolyi járás idecsatolásával) nyugati irányban a magyar országhatárig kitolta, ezzel az (akkor még) zömmel magyarlakta bihar-szatmári részt három megye között osztotta fel. Ezzel együtt újabb, többségben román falvakat is csatoltak hozzá (Dobra, Nántű, Rákosterebes Szatmárból, Csokmány, Aranymező, Szurduk, Kiskeresztes, Nagykeresztes, Szalonnapatak, Tótszállás, Hegyköz, Komlósújfalu Szolnok-Doboka vármegye területéből), hogy a megye ne legyen hangsúlyosan magyar népességű. 1940-1944 között ismét Magyarországhoz tartozott (4071 km²), a magyar rendszerben a fenti falvak egy része tartozott csak hozzá, viszont idecsatolták Csákigorbó, Gorbósalamon, Kiskalocsa, Paptelke, Csernek, Bezdédtelek községeket is.
1952-1968 között a megye területén három tartomány osztozott, a zilahi és a zsibói rajonok Kolozs tartományhoz, a tasnádi és a szilágycsehi rajonok Máramaros tartományhoz, míg a szilágysomlyói Kőrös (Crișana) tartományhoz került. 1967-es újjászervezésekor Zilah székhellyel állították helyre, de korábbi állapotához képest délkelet felé eltolva, Tasnád környéke Szatmárhoz csatolódott, viszont Szilágy megye ma mélyen benyúlik a történelmi Erdély területére.

## A megye neves szülöttei
- Ilosvai Selymes Péter (1548-1574) 16. századi krónikás, író, szülőfaluja Kusaly.
- Wesselényi Miklós báró (1796-1850) Zsibó szülötte.
- somlyói Báthory István Erdély fejedelme, Lengyelország királya

## Települések
A megyében egy megyei jogú város (Zilah), három város (Szilágysomlyó, Szilágycseh, Zsibó) és 56 község található.